# Perry Mason: La bara di vetro
Perry Mason: La bara di vetro (Perry Mason: The Case of the Glass Coffin) è un film per la televisione del 1991, diretto dal regista Christian I. Nyby II.

## Trama
David Katz è un famoso illusionista, amico di Perry Mason. È arrivato a Denver per una serie di spettacoli a favore dei bambini disabili. Tra le sue assistenti non corre buon sangue: in particolare Kate Ford non è simpatica a nessuno. Kate, dopo lo spettacolo pomeridiano, si reca da David per ricattarlo con la notizia di essere incinta a causa dell'unica notte passata insieme alcuni mesi prima. Per questo motivo gli intima di assegnarle il ruolo principale nel numero di chiusura e dopo gli dirà quanti soldi dovrà darle per liberarsi di lei. David, sconvolto, accetta e le assegna la parte a discapito di Ann. Durante l'esibizione, Perry nota una donna con una videocamera che sta registrando segretamente l'esibizione (i prestigiatori in genere proibiscono tale pratica). Al termine del numero finale, quello della bara di vetro, l'involucro si apre e Kate Ford cade a terra morta. Subito Katz viene ritenuto responsabile ed arrestato. Sarà Perry Mason con l'aiuto della registrazione e le indagini di Ken Malansky sul passato di Kate a stabilire chi è il vero colpevole. Kate Ford aveva già rovinato altre vite, tra cui una donna investita con un'auto e uccisa sul colpo; la figlia e il marito della donna hanno così cambiato nome e sono entrati nella troupe dello spettacolo; in una ricostruzione effettuata nella sala del teatro che è la scena del crimine, e con l'aiuto della cassetta, Mason mostra al giudice e alla giuria che la figlia, assunta tra le ragazze in costume, si è spacciata poco prima del numero finale per la defunta Kate Ford, strangolata poco prima dal padre; a causa dei costumi tutti uguali e molto elaborati oltre a un paio di lenti a contatto, nessuno si era accorto dello scambio; la ragazza era entrata regolarmente nella bara, per uscirne col trucco ideato per svuotarla; contemporaneamente il padre ha sistemato il cadavere nella bara mentre la figlia rientrava; il pubblico, attirato dall'abilità di David sulla bara, non aveva notato la ragazza rientrare in scena, mentre la telecamera ha registrato tutto.